# Upanajana

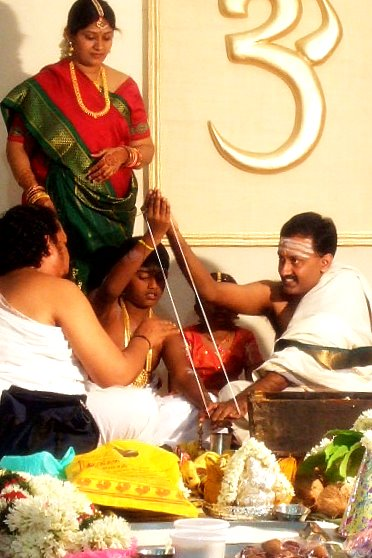
Upanajana – ceremonia nałożenia świętego sznura wśród Ajjarów

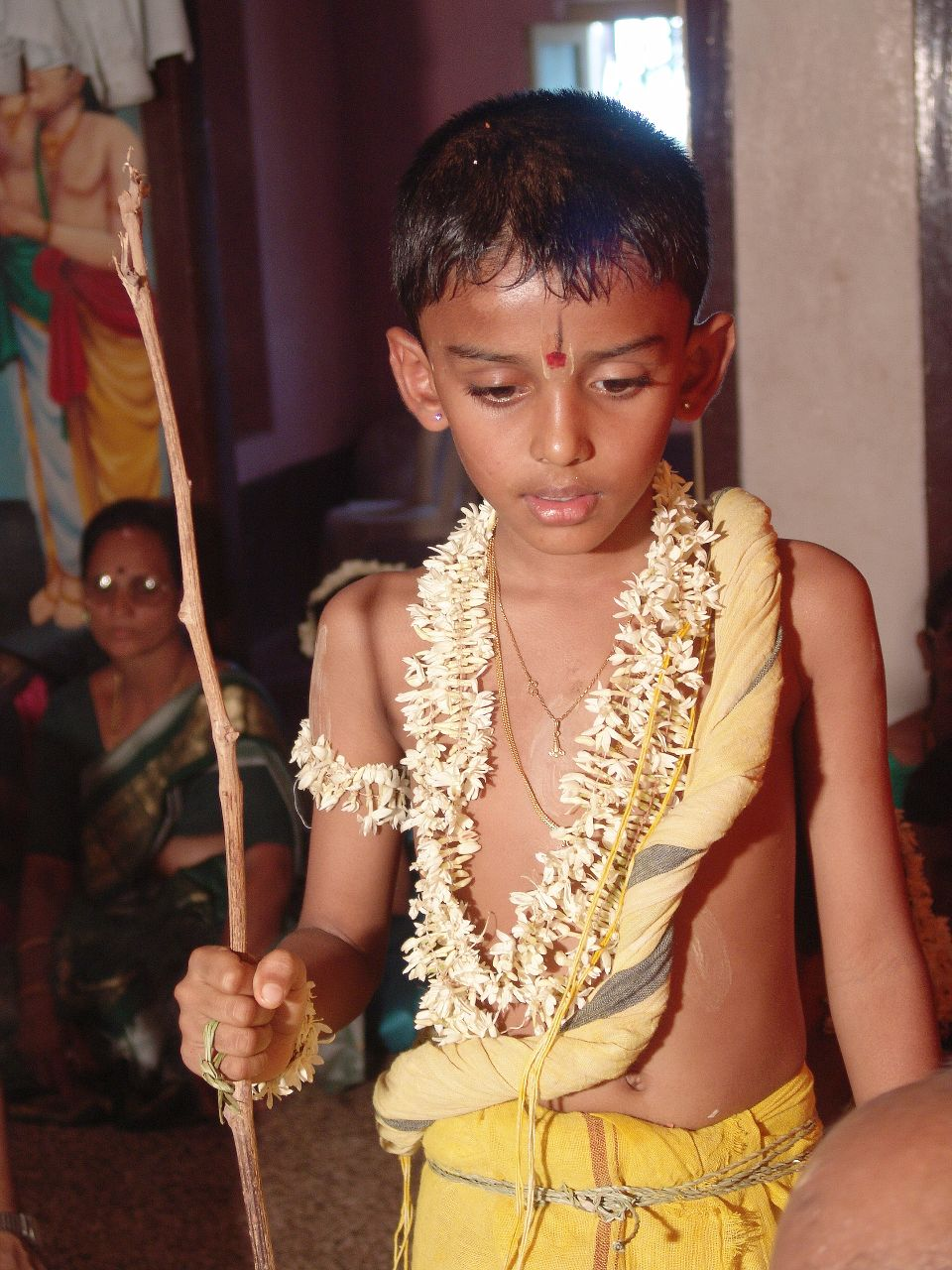
Upanajana

Upanajana – ceremonia hinduistyczna, jedna z najważniejszych w życiu hindusa, podczas której chłopcu z warny braminów (dawniej też kszatrijów i wajśjów) po raz pierwszy zakłada się świętą nić bramińską upawita. Tradycyjnie daje ona prawa do uczestniczenia w obrzędach hinduistycznych, przysłuchiwania się recytacjom świętych pism hinduizmu (szczególnie Wed) i rozpoczęcia nauki w gurukuli
.
Chłopiec nie posiadający upawity, tradycyjnie jest uważany za śudrę i może spotkać się z odmową przyjęcia przez guru do gurukuli. Ceremonia ma miejsce w wieku 7-10 lat i przysługuje jedynie męskim potomkom z warny bramińskiej.
Ceremonia upanajana kończy okres, gdy młodzieniec spożywał posiłki wraz z matką i odtąd powinien jeść wyłącznie w towarzystwie mężczyzn.

## Upanajana kobiet
Atharwaweda zaświadcza o upanajanie odnoszącej się do kobiet.
Możliwe też, że przed 500 rokiem p.n.e., większość kobiet przechodziła jakąś formę uproszczonej upanajany krótko przed ceremonią ślubną.

## Nazewnictwo indyjskie
| #  | Język     | Nazwa ceremonii | Nazwa świętej nici |
| -- | --------- | --------------- | ------------------ |
| 1  | sanskryt  | Upanajanam      | Yajñopavītam       |
| 2  | malajalam | Upanayanam      | IAST: Pūnūl        |
| 3  | tamilski  | Poonal          | IAST: Pūnūl        |
| 4  | telugu    | Odugu           | Jandhyamu          |
| 5  | kannada   | Munji           | Janivaara          |
| 6  | hindi     | Janeu           | Janeu              |
| 7  | marathi   | Munja           | Jaanva             |
| 8  | konkani   | Munji           | Jannuvey           |
| 9  | bengali   | Poita           | Poita              |
| 10 | orija     | Brata Ghara     | Poita              |
| 11 | nepali    | Bratabandha     | Janai              |
| 12 | kaszmiri  | Mekhal          | Yonya              |
| 13 | asamski   | Lagundeoni      | Lagun              |
| 14 | tulu      | Upanayana       | Janivaara          |
| 15 | gudżarati | Yagnopavit      | Janoi              |